# Янг Африканс
«Янг Африканс» (полное название — Спортивный клуб «Янг Африканс», англ. Young Africans S.C.) — танзанийский профессиональный футбольный клуб из Дар-эс-Салам, выступающий в Премьер-лиге, высшем дивизионе в системе футбольных лиг Танзании. Был основан в 1935 году, домашние матчи проводит на национальном стадионе имени Бенджамина Мкапы.

## История
Клуб основан в 1935 году.
В 2020 году «Янг Африканс» заключил трехлетнее консультационное соглашение с Ла Лигой и клубом «Севилья». Это соглашение включает в себя консультации по управлению клубом, взаимодействию с болельщиками, маркетингу, экономическому управлению и международному развитию.
В 2023 году «Янг Африканс» вышел в финал Кубка Конфедерации КАФ, став первой танзанийской командой, которая добралась до финала континентальных клубных соревнований за последние 30 лет. В финале по сумме двух матчей уступили клубу «УСМ Алжир».
Согласно рейтингу Международной федерации футбольной истории и статистики, опубликованный в мае 2023, клуб вошел в топ-10 лучших футбольных клубов Африки, занимая третье место. В глобальном рейтинге клуб занял 104-е место.

### Соперники
Дерби Кариаку (англ. Derby Kariakoo)— футбольные матчи между «Симба» и  «Янг Африканс». Считается одним из самых ярких и принципиальных африканских дерби.

### Эмблемы

История эмблемы клуба
Старая эмблема
Новая эмблема

## Состав
| №  |                                  | Поз. | Имя                      | Год рождения |
| -- | -------------------------------- | ---- | ------------------------ | ------------ |
| 1  | Танзания                         | Вр   | Метаха Мната             | 1998         |
| 2  | Танзания                         | Защ  | Ибрагим Хамад            | 1997         |
| 3  | Танзания                         | Защ  | Бакари Мвамньето         | 1995         |
| 5  | Танзания                         | Защ  | Диксон Джоб              | 2000         |
| 6  | Южно-Африканская Республика      | НП   | Махлатсе Макудубела      | 1990         |
| 7  | Демократическая Республика Конго | ПЗ   | Макси Нзенгели           | 2000         |
| 8  | Уганда                           | ПЗ   | Халид Аучо               | 1993         |
| 10 | Буркина-Фасо                     | ПЗ   | Стефан Азиз Ки           | 1996         |
| 11 | Танзания                         | НП   | Криспин Мхагама          | 1999         |
| 12 | Демократическая Республика Конго | НП   | Дюкапель Молоко          | 1997         |
| 13 | Демократическая Республика Конго | Защ  | Джойс Ломалиса Мутамбала | 1993         |
| 16 | Танзания                         | Вр   | Абутвалиб Мшари          | 1999         |
| 17 | Танзания                         | НП   | Фариди Мусса             | 1996         |
| 18 | Танзания                         | ПЗ   | Салум Абубакар           | 1989         |

| №  |             | Поз. | Имя             | Год рождения |
| -- | ----------- | ---- | --------------- | ------------ |
| 19 | Танзания    | ПЗ   | Джонас Мкуде    | 1992         |
| 20 | Танзания    | ПЗ   | Завади Мауя     | 1994         |
| 21 | Кот-д’Ивуар | Защ  | Куасси Аттоула  | 1996         |
| 24 | Танзания    | НП   | Клемент Мзизе   | 2004         |
| 25 | Замбия      | НП   | Кеннеди Мусонда | 1994         |
| 26 | Кот-д’Ивуар | ПЗ   | Паком Зузуа     | 1997         |
| 27 | Танзания    | ПЗ   | Яхья, Мудатир   | 1996         |
| 28 | Гана        | НП   | Хафиз Конкони   | 1999         |
| 30 | Танзания    | Защ  | Никсон Кибабаге | 2000         |
| 33 | Танзания    | Защ  | Кибвана Шомари  | 2000         |
| 37 | Уганда      | Защ  | Фред Гифт       | 1998         |
| 39 | Мали        | Вр   | Джиги Диарра    | 1995         |
| 40 | Танзания    | ПЗ   | Денис Нкане     | 2003         |

## Достижения
Премьер Лига
- Чемпион (24): 1968, 1969, 1970, 1971, 1972, 1974, 1981, 1983, 1987, 1991, 1996, 1997, 2000, 2005, 2006, 2007/08, 2008/09, 2010/11, 2012/13, 2014/15, 2015/16, 2016/17, 2021/22, 2022/23

Кубок Танзании
- Обладатель (4): 1975, 1994, 1999, 2015/16
- Финалист: 2001

Клубный Кубок КЕСАФА
- Обладатель (5): 1975, 1993, 1999, 2011, 2012
- Финалист (3): 1976, 1986, 1992

Кубок Конфедерации КАФ
- «Финалист (1): 2023